# Концепт (філологія)
Концепт в філології — термін, який служить для пояснення одиниць ментальних чи психічних ресурсів нашої свідомості й тієї інформаційної структури, яка відображає знання і досвід людини; це оперативна одиниця пам'яті, ментального лексикону, концептуальної системи й мови мозку, усієї картини світу, яка відображена у людській психіці. Концепти є пов'язані між собою, складають певне уявлення про світ. У свідомості людини вони впорядковані, погруповані й утворюють концептуальну систему, яка змінюється під впливом отриманих знань. Концептосистема у кожної людини є індивідуальною і неповторною. Вона перш за все залежить від інтелектуального рівня і від життєвої практики людини.

## Підходи до вивчення концепта
У сучасній лінгвістиці виділяють три основних підходи до розгляду поняття «концепт»:
- лінґвокогнітивний;
- лінґвокультурний;
- семантичний.

Прихильники першого підходу (О. Кубрякова та її школа) під концептом розуміють одиницю оперативної свідомості, яка відображає факт дійсності. В рамках підходу розглядаються основні питання концептуалізації й категоризації, природу і структуру концепту, типи концептів, способи представлення знань.
М. Болдирєв зазначає, що концепт, утворюючись у процесі уявного конструювання об'єктів і явищ, відображає як результати діяльності людини, так і його розуміння навколишнього світу у вигляді одиниць, «квантів» знання.
Представники другого напрямку (В. Ляпін, Н. Арутюнова та ін.) розглядають концепт як «культурний ген», який є частиною «генотипу культури», відзначений в більшій чи меншій мірі етносемантичною специфікою.
Послідовники семантичної течії (Т. Булигіна, М. Алефіренко) розглядають концепт як одиницю когнітивної семантики, метою якої є «вивчення не тільки змісту мовних знаків, а й середовища їх проживання».

## Класифікація концептів
- З. Попова виділяє «концепти-розумові картинки», «концепти-схеми», «концепти-поняття» «концепти-фрейми», «концепти-сценарії», «гештальт».

Концепти-уявлення (розумові картинки) — узагальнені чуттєво-наочні образи предметів чи явищ. Ці концепти об'єднуються в мові лексичними одиницями конкретної семантики. Уявлення статичні і є віддзеркаленням сукупності найсуттєвіших ознак окремого предмета чи явища. Концепти-розумові картинки представляють когнітивні структури, що репрезентують зовнішні характеристики предметів навколишньої дійсності — їх колірну палітру, конкретну конфігурацію, інші зовнішні ознаки.
Під рубрику концепти-схеми підводяться просторово-графічні параметри з реалій у відверненні від їх видових характеристик. Ці концепти представлені узагальненою просторово-графічною або контурною схемою. Це гіперонім з послабленим образом — дерево (наочний образ дерева взагалі — стовбур і крона); образ річки як протяжності, стрічки; схематичний образ людини — голова, тулуб, руки й ноги. Схеми можна намалювати, що говорить про реальність існування даної форми структуризації знань. Схема — проміжний тип концепту між уявленням і поняттям, певний етап розвитку абстракції.
Поняття — концепт, який складається з найбільш загальних, істотних ознак предмета або явища, результат їх раціонального відображення і осмислення. Наприклад: квадрат — прямокутник з рівними сторонами, баобаб широколистяна рослина з сімейства зонтичних, літак — літальний апарат, який важчий за повітря. Поняття вербалізується термінологічною лексикою, а також лексемами раціональної семантики типу клієнт, відповідач, суддя. Воно формується у мисленні як відображення наукової та виробничої сфер дійсності (термінологія).
Концепт-фрейм — це ментальна «голографія», ситуативно-об'ємне уявлення фрагмента дійсності. Тобто фрейм — це об'ємне уявлення, певна сукупність стандартних знань про предмет чи явище. Наприклад, до концепту магазин входять компоненти — купувати, продавати, товари, коштувати, ціна і т. д. Приклади фреймів: ресторан, кіно, поліклініка, лікарня.
Концепт-сценарій репрезентує поетапну динаміку дій, закріплених в колективній пам'яті носіїв мови. Сценарій (скрипт) — стереотипні епізоди з ознаками руху, розвитку. Фактично це фрейми, які розвиваються у просторі у вигляді окремих епізодів, етапів, елементів. Наприклад: стадіон — це фрейм, а відвідування стадіону, реконструкція і т. ін. — сценарій.
Гештальт — комплексна цілісна функціональна розумова структура, яка впорядковує різноманіття окремих явищ у свідомості. Гештальт (термін Х. Еренфельса, австрійського мистецтвознавця кінця 19-го століття) являє собою цілісний образ, який поєднує чуттєві й раціональні елементи, а також поєднує динамічні і статичні аспекти відображуваного об'єкта чи явища.
- С. Воркачов розрізняє концепти-автохтони, протоконцепти та метафізичні концепти.

Концепти-автохтони — це абстраговані значення конкретних мовних реалізацій, які характеризуються етнокультурними семами.
Протоконцепти або універсальні концепти — абстраговані від мовних реалізацій ментальні одиниці. Універсальні концепти представлені в науковій свідомості в формі морально-етичних термінів: добро — зло, добре — погано — байдуже і т. д.
Метафізичні концепти (душа, істина, свобода, щастя, любов та ін.) — ментальні сутності високого чи граничного ступеня абстрактності. До них належить невидимий світ духовних цінностей, зміст яких може бути поданий лише через символ, тобто знак, що передбачає використання свого образного предметного змісту для вираження змісту абстрактного.
- С. Аскольдов-Алексєєв поділяє концепти на пізнавальні й художні.

Поєднуючи поняття уявлення, почуття, емоції, художній концепт дає значно більше інформації, ніж пізнавальний.
Основні ознаки художнього концепту, які не є характерними для пізнавального — це асоціативність, розкриття образів та різних емотивних смислів, тяжіння до образів, здатність включати їх у себе.
- О. Селіванова виділяє: ідіоконцепти, узуальні концепти, етноконцепти та загальнолюдські концепти:

Ідіоконцепти — властиві свідомості окремого індивіда.
Узуальні концепти — характерні для певної групи (наприклад науковців певного фаху).
Етноконцепти — властиві всім представникам етнічної спільноти.
Загальнолюдські концепти — відомі всьому людству й репрезентовані в різних мовах.
- А. Вежбицька уводить термін «концепт-мінімум» і «концепт-максимум».

Концепт-мінімум — неповне володіння змістом слова носієм мови (зміст — відомий, але є периферійним у життєвій практиці).
Концепт-максимум — повне володіння змістом слова (носій мови розуміє значення слова і вживає його у мовленні).
Концепт-мінімум обов'язковий для всіх мовців, це необхідний елемент для успішної комунікації. Концепт-максимум — якнайбільший набір ідей, спільний для представників мовної спільноти. Такий концепт включає «енциклопедичну добавку», що розширює концепт-максимум за рахунок професійних знань.
- О. Кубрякова розподіляє концепти на прості та складні:

Прості концепти — представлені одним словом.
Складні концепти — представлені словосполученням або реченням.
Також виділяє первинні та вторинні концепти:
Первинні — це вихідні концепти, сутність яких не підлягає аналізу.
Вторинні — концепти, що походять із первинних.
- І. Стернін розмежовує три типи концептів. До них він відносить однорівневі, багаторівневі, сегментні.

Однорівневі — це, ті, що складаються тільки з базового шару (жовтий, зелений, солоний, ложка, чашка, тарілка та ін.).
Багаторівневі мають, крім базового шару, когнітивні шари, що відрізняються рівнем абстракції (пор.: грамотний — базовий шар: освічена людина; когнітивні шари різного ступеня абстракції: вміє читати і писати; вміє добре читати і писати; вміння ефективно спілкуватися і т.д.).
Сегментні складаються з базового шару, оточеного кількома сегментами (пор.: концепт толерантність — базовий шар: терпимість, стриманість; сегменти: політична толерантність, наукова толерантність, побутова толерантність, адміністративна толерантність тощо).

## Функції концептів
С. Аскольдов-Алексєєв вважав, що найбільш важливою функцією концептів є функція заступництва, бо будучи розумовим утворенням, концепт у процесі думки заміщає безліч предметів того самого роду. Розвиваючи твердження С. Аскольдова-Алексєєва, Д. Ліхачов запропонував вважати концепт свого роду «алгебраїчним» вираженням значення, яким люди «оперують у своїй письмовій та усній мові, так як охопити значення у всій його складності людина просто не встигає, іноді не може, а іноді по-своєму інтерпретує його».
В. Маслова пов'язує виникнення ментальних структур із забезпеченням процесу ототожнення і розрізнення об'єктів навколишньої дійсності, тому ще одна функція — диференціації.
Функція мінімалізації полягає у зведенні й передаванні від покоління до покоління безліч знань і уявлень про об'єкти буття, властивих конкретному народові.
Проводячи дослідження концепту «аристократизм» виявлено, що ставлення до нього в англомовній лінгвокультурі, в залежності від відношення до середнього або вищого класу — відмінні. Отже, виводиться оціночна функція, адже кожна людина одне й те саме поняття, один і той самий концепт сприймає й оцінює по-різному.